# Битка при Цюлпих
Битката при Цюлпих или Толбиак (на немски: Zülpich; на латински: Tolbiacum; на френски: Tolbiac) се провежда през 496 г. между Рейнските франки със Сигиберт от Кьолн с помощта на Салическите франки с Хлодвиг I против нападналите алемани. Франките побеждават алеманите.
При битката алеманският крал (името му не е известно) пада убит. Участието на Хлодвиг засилва неговата позиция при Рейнските франки. След битката Хлодвиг I, както се заклел, се кръщава.